# 무대 공포증
무대 공포증(舞臺恐怖症, stage fright, performance anxiety)은 관객 앞에 공연을 해야하는 상황에 의해 개인에게서 우러나올 수 있는 불안, 공포 또는 지속적인 공포 장애이며 급성일 수도 잠재성(예: 사진기 앞에서 공연할 때)일 수도 있다. 큰 무대에서 뿐만 아닌 발표하는 상황이나 여러 사람이 있는 상황에서 주목 받아도 증세를 보일 수 있다

## 영향
누군가가 두려움이나 긴장을 느끼기 시작하면 불안을 경험하기 시작한다. 하버드 정신 건강 회보(Harvard Mental Health Letter)에 따르면 "불안은 일반적으로 심장이 두근 거리는 현상, 구강건조증, 떨리는 목소리, 블러싱, 미진, 땀, 변덕스러움, 구역질을 포함할 수 있는 육체적인 증상을 보인다.". 이로 인해 신체가 교감신경계통을 활성화시키게 만든다. 이러한 과정은 신체가 아드레날린을 혈류 안으로 보낼 때 발생하며 일련의 반응을 일으킨다. 이러한 신체적 반응은 투쟁 도피 증후군으로 알려져 있으며, 이는 위험으로부터 스스로를 보호하려는 신체의 자연스러운 과정이다.

## 저명한 인사
저명한 수많은 대중의 공연자들은 무대 공포증이 있으며 문제 극복이 가능하였는데, 여기에는 알 졸슨, 브라이언 윌슨, 버지니아 오브라이언, 마이클 갬본, 로드 (가수), 제이슨 알렉산더, 모스 앨리슨, 마야 앤절로, 데이비드 브레너, 피터 코요테, 올림피아 듀카키스, 리처드 루이스, 바브라 스트라이샌드, 아델, 데이비드 워너, 나일 호런, 프랭키 하워드, 머라이어 캐리, 존 라이든, 어맨다 사이프리드가 포함된다.
일부 사례에서 저명한 스타들은 불안을 대처하는데 고군분투했다. 휴 그랜트는 그 여자 작사 그 남자 작곡 영화 주연에서 "로라제팜이 가득한 영화를 해냈다"고 언급하였다.

## 같이 보기
- 분류:수줍음

## 추가문헌
- Bryce, Suzanne (2005년 11월 15일). “Beta Blockers as Treatment for Stage Fright”. 《Health Psychology Home Page》. Vanderbilt University. 2018년 6월 11일에 원본 문서에서 보존된 문서. 2012년 12월 10일에 확인함.
- Havas, Kató (1973). 《Stage Fright – Its Causes and Cures in Violin Playing》. London: Bosworth & Co. Ltd. ISBN 9781849380751.
- Neftel, Klaus A.; Rolf H. Adler; Louis Kappeli; Mario Rosi; Martin Dolder; Hans E. Käser; Heinz H. Bruggesser; Helmut Vorkauf (November 1982). “Stage Fright in Musicians: A Model Illustrating the Effect of Beta Blockers” (PDF). 《Psychosomatic Medicine》 44 (5): 461–69. 2012년 12월 11일에 확인함.
- Solovitch, Sara (2015년 6월 16일). 《Playing Scared: a History and Memoir of Stage Fright》 (Book).
- Talbott, Frederick (2014년 7월 23일). 《Defeating Stage Fright: The Path to Speaking Freedom》 (Kindle eBook). 174쪽.